# عالی‌ترین‌های لورا برانیگن
«عالی‌ترین‌های لورا برانیگن» (به انگلیسی: The Very Best of Laura Branigan) آلبومی از هنرمند اهل ایالات متحده آمریکا لورا برانیگن است که در سال ۱۹۹۲ میلادی منتشر شد.